# 浸入

克萊因瓶浸入到3-空間中。

數學上，浸入是微分流形之間的可微映射，其導數處處是單射。確切而言，f : M → N是浸入，若在M中每一點p，
{\displaystyle D_{p}f:T_{p}M\to T_{f(p)}N\,}
都是单射。（TpX表示X在點p處的切空間。另一個等價說法是f是浸入，若f的秩是常數，且等於M的維數：
{\displaystyle \operatorname {rank} \,D_{p}f=\dim M.}
以上只要求f的導數為單射，但映射f未必是單射。
一個與浸入相關的概念是嵌入。光滑嵌入是一個單射浸入f : M → N而同時為拓撲嵌入，使得M與其在N中的像微分同胚。浸入正是局部嵌入，即對M中每一點x都有一個x的鄰域U ⊂ M，使得f : U → N是嵌入。相反地，局部嵌入都是浸入。

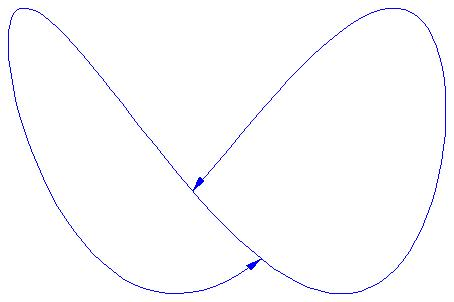
一個單射浸入子流形而不是嵌入。

若M是緊緻的，則單射浸入是一個嵌入；若M不是緊緻，則未必成立。這兩者的關係就如同連續雙射之於同胚。

## 外部連結
- Immersion （页面存档备份，存于） at the Manifold Atlas
- Immersion of a manifold （页面存档备份，存于） at the Encyclopedia of Mathematics